# أل فيولا
أل فيولا (بالإنجليزية: Al Viola)‏ هو عازف جاز أمريكي، ولد في 16 يونيو 1919 في بروكلين في الولايات المتحدة، وتوفي في 21 فبراير 2007 في لوس أنجلوس في الولايات المتحدة بسبب سرطان.

## وصلات خارجية
- أل فيولا على موقع IMDb (الإنجليزية)
- أل فيولا على موقع ميوزك برينز (الإنجليزية)
- أل فيولا على موقع قاعدة بيانات برودواي على الإنترنت (الإنجليزية)
- أل فيولا على موقع أول ميوزيك (الإنجليزية)
- أل فيولا على موقع ديسكوغز (الإنجليزية)
- أل فيولا على موقع قاعدة بيانات الفيلم (الإنجليزية)